# Nicolas Devilder

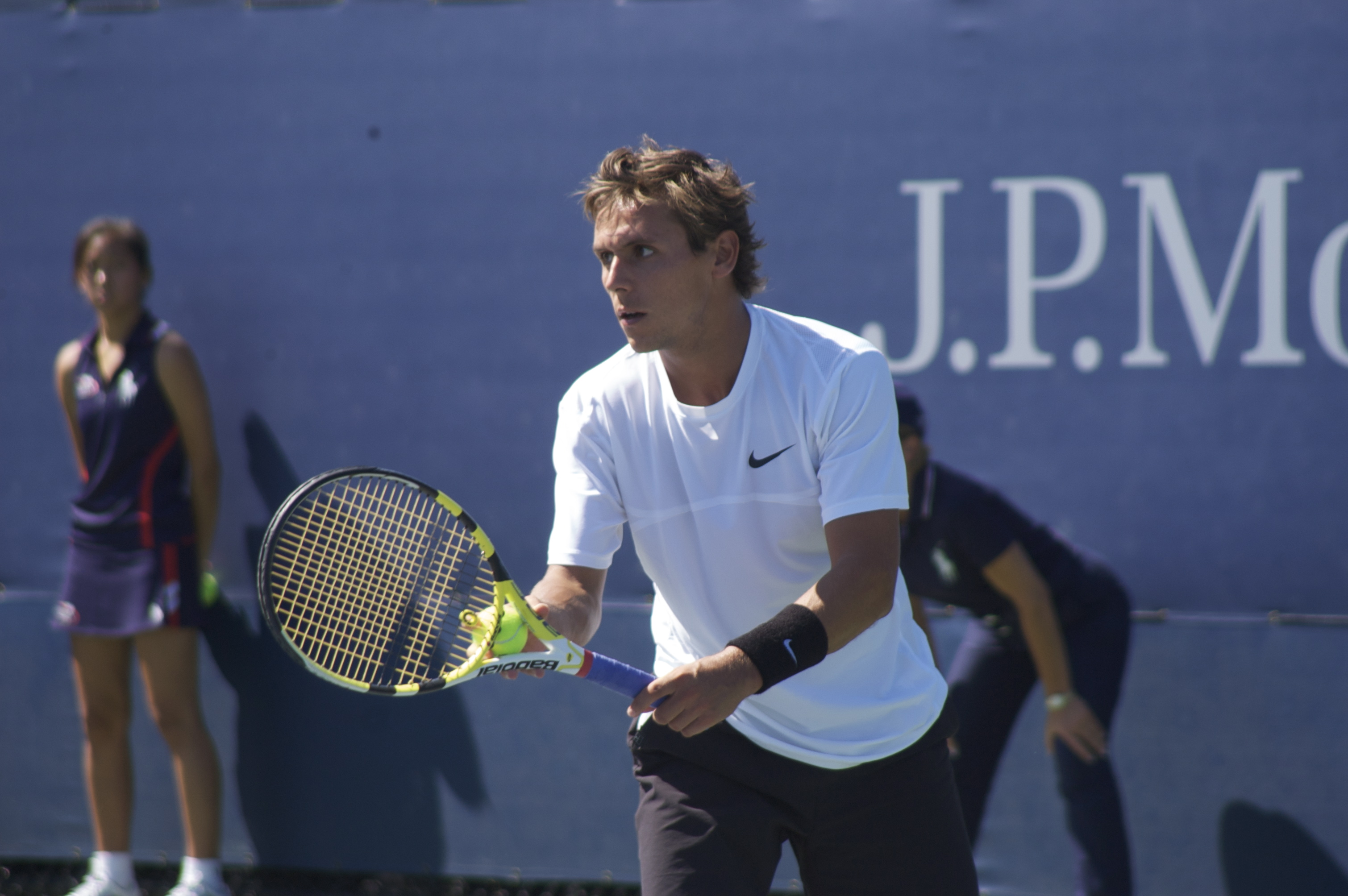
Nicolas Devilder jogando tênis

Nicolas Devilder (Boulogne Billancourt, 25 de março de 1980) foi um tenista francês. Sua maior conquista ocorreu no nível challenger, no qual alcançou um lugar entre os 100 melhores do ranking mundial. A nível ATP, conseguiu 18 vitórias na carreira, 10 delas em 2006. Sua melhor posição no Ranking da ATP foi 62º em 2008.